# Safo (drama)
Safo: drama trágico en un acto es una obra dramática de María Rosa Gálvez publicada en 1804 en el tomo II de las Obras poéticas de María Rosa Gálvez.

## Contexto
Gálvez cultivó la tragedia, que estaba considerado el género más elevado entre los géneros clásicos y, por ello, monopolio exclusivo de los varones por tradición. Safo es una obra innovadora ya que su brevedad era entonces solo apropiada para el sainete y otros géneros menores. Lo es también dentro de las obras de la autora ya que el resto de sus tragedias tienen tres o cinco actos.
Escrita en un momento de transición literaria e histórica, Gálvez utiliza los esquemas formales del Neoclasicismo.  La tragedia cumple con las tres unidades clásicas, incluso la unidad de tiempo es perfecta ya que el tiempo real coincide con el tiempo ficticio. Además utiliza el Romance heroico con una sola rima en toda la obra. Sin embargo el tema de la obra, el suicidio, la naturaleza violenta y desatada, el  amor vivido como una pasión irresistible, caracterizan a esta obra dentro del primer Romanticismo.
El suicidio en la obra de Gálvez es una metáfora de la independencia a la que aspiraban la mujeres protagonistas de sus obras ya que así podían escapar de una sociedad injusta. La obra tiene resonancias autobiográficas en la desafortunada vida sentimental de la poeta.

## Representación y edición
Safo se representó en el Teatro de la Cruz los días 4, 5 y 6 de noviembre de 1801. Se editó como parte del tomo II de sus Obras Poéticas y vio una reedición posterior en 1820 con el título Safo y Faón o el Salto de Leucades (Cádiz, Imprenta de Romero). La obra originalmente llevaba el subtítulo "drama en un acto".  Gálvez lo llamó  "drama trágico" ya que quería ganar la fama literaria.

## Sinopsis
Safo es una recreación dramática de los últimos momentos de la vida de la poetisa griega según la leyenda en la que se suicidó lanzándose al mar desde la roca de la isla de Leucadia al verse rechazada por el joven Faón. La leyenda fue narrada por Ovidio. Gálvez se inspiró directamente  en la obra de Étienne François de Lantier Voyages d´Antenor en Gréce et en Asie (1797), de la que tomó ideas e incluso algunos pasajes.
La tragedia no es histórica ya que ofrece una cronología ficticia. Todo sucede en un mundo clásico idealizado cuya capital es Atenas donde Safo Había triunfado con su poesía. Faón, que había vencido en los juegos, por su amor dejó de ir a la guerra que enfrentaba a Atenas y Esparta. Además, Safo había sido asidua del Liceo, fundado por Aristóteles tres siglos después de la muerte de la poeta. Este anacronismo deliberado sirve a la autora para crear un mundo mítico perfecto con una estética clásica dominado por Apolo y bajo la sombra de Aristóteles. Es un mundo severo en el que la razón es el modelo.
La obra, de un solo acto, está dividida en doce escenas. Además de Safo, Faón y el padre de este, Cricias, en la obra aparecen los personajes secundarios Nicandro y Aristipo. Nicandro, enamorado de Safo, completa el triángulo amoroso tras la muerte de Teágenes, esposa de Faón, y enfatiza la fidelidad y atractivo de Safo. Por otro lado, Aristipo, sacerdote menor, contrasta con Cricias, sumo sacerdote corrupto, ofreciendo un comentario moral sobre el abuso de poder. Ambos personajes enriquecen el trasfondo narrativo y profundizan en los conflictos centrales de la obra.